# Филиповский, Николай Петрович
Николай Петрович Филиповский (4 декабря 1935 — 5 мая 2011) — специалист в области конструирования и производства космических аппаратов, лауреат Ленинской премии (1983).

## Биография
Родился 04.12.1935 в Днепропетровске. Окончил Днепропетровский механический техникум (1954) и Днепропетровский горный институт по специальности «Инженер-электромеханик» (1961).
С 1954 г. работал в ПО «ЮМЗ»: инженер-технолог (1954), старший мастер цеха (1957), зам. начальника производства космических аппаратов (1965), начальник цеха приборов космических аппаратов (1968), начальник приборного производства (1972), заместитель главного инженера по эксплуатации и реконструкции (1977), зам. генерального директора по быту (1985).
При его непосредственном участии выполнены работы по разработке, изготовлению, повышению качества и надежности ракетно-космической техники, в том числе спутников «Космос», «Интеркосмос», «Метеор» и др., систем терморегулирования космических аппаратов, антенно-фидерных устройств, бортовых кабельных систем ракетно-космических комплексов, систем опорожнения топливных отсеков во время полета, систем рулевых машинок для управления полетом и др.
Под его руководством проведены работы по вводу в эксплуатацию машин для контактно-стыковой сварки продольных швов обечаек корпусов РН (сечением до 80000 мм²), реконструкции стендов для испытаний маршевых и рулевых двигателей, реконструкции и оснащении производственных площадей для изготовления новых поколений ракет-носителей.
В 1988—1990 гг. начальник футбольной команды высшей лиги «Днепр», которая в этот период стала обладателем Кубка Федерации футбола (1989).

## Награды и звания
Лауреат Ленинской премии (1983). Награждён орденами и медалями.